# Friedrich von Beckedorff
Friedrich Ludwig Emil von Beckedorff (né le 2 avril 1818 à Ballenstedt et mort le 31 mars 1893 à Grünhof, arrondissement de Regenwalde (de)) est un lieutenant général prussien.

## Biographie
Friedrich von Beckedorff est le fils du fonctionnaire ministériel prussien Ludolph von Beckedorff (de).
Beckedorff participe aux combats lors de l'insurrection du Schleswig-Holstein en 1848. De 1862 à 1865, le major von Beckedorff commande le 7e bataillon de chasseurs à pied (de), avec lequel il participe à la guerre contre le Danemark en 1864. Sous sa direction, le bataillon combat lors de la bataille de Missunde, devant la redoute de Düppel et ailleurs. Du 7 février 1868 au 21 décembre 1872, il commande le 95e régiment d'infanterie (de). De 1873 à 1874, von Beckedorff est commandant de la 23e brigade d'infanterie, puis jusqu'en 1879 de la 33e brigade d'infanterie. De 1879 à 1881, il commande la 1re division d'infanterie.